# Meryl Streep
Mary Louise (Meryl) Streep (Summit (New Jersey), 22 juni 1949) is een Amerikaans actrice.

## Biografie

### Afkomst
Meryl had zelf lange tijd gedacht dat ze van (deels) Nederlandse afkomst was, gezien haar achternaam. De familienaam zou in Nederland door haar van afkomst Sefardische Joodse voorouders van Messerschmitz in Streep gewijzigd zijn.
In 2010 werd haar voorgeslacht in het Amerikaanse tv-programma Faces of America door historicus Henry Louis Gates Jr. achterhaald. Hieruit kwam naar voren dat Streep geen Nederlandse afkomst had, maar onder andere een Duitse. Voorouders van haar vaders kant kwamen oorspronkelijk uit Loffenau, Baden-Württemberg, Duitsland. Ook was de familienaam destijds anders, genaamd Streeb en werd deze rond 1850 na immigratie naar de Verenigde Staten in "Streep" veranderd. Dit omdat in het Duits woorden die eindigen op een 'b' worden uitgesproken als een 'p'.

### Eerste jaren
Streep werd geboren in Summit, in de staat New Jersey. Haar familie verhuisde naar Bernardsville in dezelfde staat, waar ze werd ingeschreven op de Bernards High School. Na haar middelbare school studeerde ze aan Vassar College voor actrice. Na haar afstuderen in 1971 ging ze met een beurs naar Yale om door te studeren. Al snel speelde ze daar uiteenlopende rollen, zoals Helena in A Midsummer Night's Dream tot een tachtigjarige vrouw in een rolstoel. Na haar afstuderen acteerde ze in diverse toneelstukken van het New York Shakespeare Festival. Daar ontmoette ze ook haar grote liefde, acteur John Cazale in 1975. Streep en Cazale verloofden zich en bleven samen tot de laatste in 1978 overleed. Ze speelde rollen in grote producties op Broadway, zoals Happy End en Alice at the Palace. De filmindustrie had ook haar belangstelling. Ze deed onder andere auditie voor de film King Kong, maar werd afgewezen. Haar eerste grote film was Julia (1977), waarin ze een kleine, maar belangrijke rol had. Toen ze met Cazale verscheen in de productie The Deer Hunter (1978) was Cazale al zwaar ziek (hij zou overlijden zonder de voltooide film te hebben gezien). Een eerste hoofdrol kreeg ze in de televisieserie Holocaust uit 1978. Na het overlijden van Cazale in maart van dat jaar ging ze door een periode van diepe rouw al bleef ze acteren.

### Doorbraak
Ze was in 1979 te zien in The Seduction of Joe Tynan en Manhattan, films die in 1978 waren opgenomen en waar ze op de automatische piloot speelde vanwege haar verdriet over Cazale. In 1978 ontmoette ze ook beeldhouwer Don Gummer met wie ze in september 1978 huwde. Met Gummer kreeg ze vier kinderen. Haar rollen in Holocaust en The Deer Hunter brachten haar veel erkenning. Voor The Deer Hunter kreeg ze een Oscarnominatie, Het leverde haar een rol op in het drama Kramer vs. Kramer tegenover Dustin Hoffman. Streep bedong dat haar personage niet werd afgeschilderd als een kwaadwillende feeks of een stereotiepe vrouw die haar man verlaat. Ze bereidde zich terdege voor op haar rol en dat betaalde zich terug in het winnen van een Academy Award voor beste vrouwelijke bijrol voor Kramer vs. Kramer. Een andere bonus was dat ze nu rijp werd geacht voor hoofdrollen in films. Haar eerste hoofdrol was in The French Lieutenant's Woman uit 1981; ze kreeg er een BAFTA voor. Voor haar rol van de getraumatiseerde Sophie in Sophie's Choice uit 1982 trok ze alle registers open en leerde zelfs Pools. Weer kreeg ze een Oscar, dit keer in de categorie 'Beste actrice'.

### Succes en terugval
Na Sophie's Choice speelde Streep hoofdrollen in een groot aantal succesvolle films uit de jaren tachtig, Silkwood, Falling in Love, Out of Africa, Heartburn, Ironweed en A Cry in the Dark. Begin jaren negentig, inmiddels 41, brak een mindere periode voor haar aan. Volgens haar biograaf Karen Hollinger maakte Streep verkeerde keuzes met rollen in She-Devil (1989) en Postcards from the Edge (1990). Het dieptepunt was volgens Hollinger Death Becomes Her, een zwarte komedie waar ze tegenover Bruce Willis en Goldie Hawn stond. Streep wilde graag in Los Angeles blijven werken en in de buurt zijn van haar gezin. Deze wens gekoppeld aan zwangerschappen en het feit dat ze de veertig was gepasseerd, betekenden het einde van haar succesvolle periode van de jaren tachtig. Ondanks de terugval in populariteit schitterde ze tegenover Clint Eastwood in The Bridges of Madison County, een film die 182 miljoen dollar opbracht. Het markeerde een transformatie naar rollen met karakter.

### Transformatie

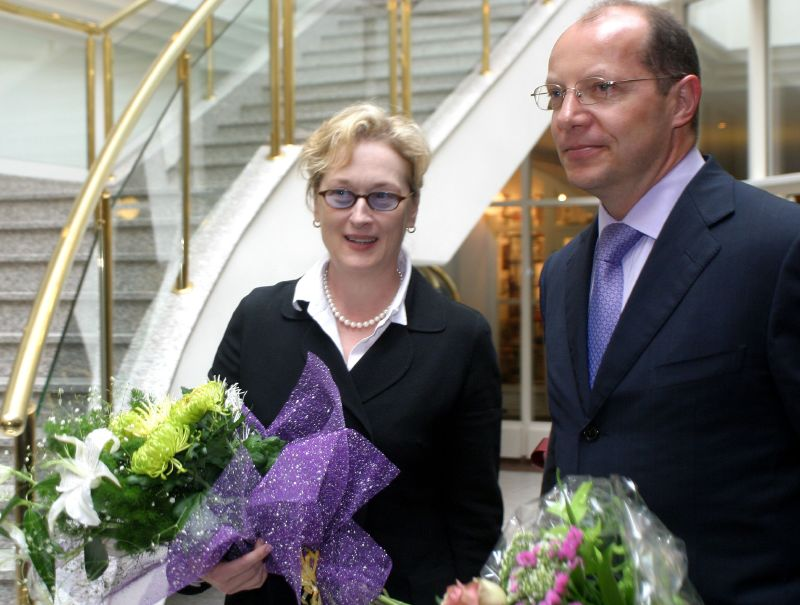
Streep in Sint-Petersburg (2004)

Met de eeuwwisseling in zicht speelde de inmiddels vijftigjarige Streep een gepassioneerde vioollerares in Wes Cravens Music of the Heart, gevolgd door The House of the Spirits, The River Wild, Marvin's Room (met Diane Keaton en Leonardo DiCaprio) en One True Thing in 2000. Ze ging ook weer toneelspelen en in 2002 speelde ze Arkadina in De Meeuw van Tsjechov. Ze won een Golden Globe, haar vierde, voor de vrouwelijke bijrol in Adaptation. (2002) en een Zilveren Beer voor haar rol in The Hours in hetzelfde jaar. In 2003 was ze weer te zien in een televisieserie, Angels in America, waarvoor ze prompt haar tweede Emmy Award ontving. Dat Streep een succesvolle transformatie had afgerond bleek wel uit de rol die ze speelde in de The Manchurian Candidate, waar ze een senator uit de VS speelde met een meedogenloos en wreed karakter. Een heel andere rol was die van Lisa Metzger, een psychiater die een patiënte behandelt die later verliefd blijkt op haar zoon. Ze speelde ook een van de hoofdrollen in de laatste film van Robert Altman, A Prairie Home Companion. Dat ze de smaak te pakken had van het spelen van schurkachtige personages bleek wel uit haar vertolking van Miranda Priestly, hoofdredactrice van een modeblad in The Devil Wears Prada. Het werd een van haar grootste commerciële successen: de film bracht 326 miljoen dollar op. Net als in de jaren tachtig bleef Streep verrassen met de keuze van haar rollen. In Rendition uit 2007 speelde ze een overheidsfunctionaris op jacht naar een Egyptische terrorist, terwijl ze in hetzelfde jaar onder regie van Robert Redford speelde in Lions for Lambs over Amerikaanse soldaten in Afghanistan en de politieke verwikkelingen daarover in de VS.

### Diva
Inmiddels was Streep uitgegroeid tot een actrice van diva-achtige proporties. Ze was nu in staat om ook als oudere actrice films te dragen. Tot verrassing van velen schitterde ze als de zingende en dansende hoofdrolspeelster in de verfilming van de musical Mamma Mia!. De film was een succes en bracht wereldwijd 602,6 miljoen dollar op. Hoewel andere rollen minder geld opbrachten, toonden ze wel aan dat Streeps aanwezigheid een film kon maken. Zoals in Doubt (2008), waar ze een non speelde die een priester beschuldigt van pedofilie. Veel lof oogstte ze met haar vertolking van Julia Child in Julie & Julia. Julia Child was een Amerikaanse kok die in de jaren zestig en zeventig erg populair was op de Amerikaanse televisie. Child had een eigenaardig stemgeluid, dat Streep perfect vertolkte, inclusief de merkwaardige andere tics. Ook in de komedie It's Complicated stal Streep de show als een vrouw die maar niet kan kiezen tussen haar ex-man en een nieuwe aanbidder. Haar diva-status bevestigde ze met haar interpretatie van voormalige premier van Engeland Margaret Thatcher in The Iron Lady uit 2011.

### Verenigde Naties en Afghanistan
Op 23 september 2024 sprak Streep in de Algemene Vergadering van de Verenigde Naties. Streep bracht de situatie van rechten van vrouwen in Afghanistan onder leiding van de Taliban ter spraken. Ze zei onder meer dat katten en eekhoorns meer rechten hadden dan vrouwen en dat vrouwen behandeld worden tegen allen natuurwetten in.

### Privé
Meryl Streep verloofde zich in 1976 met de acteur John Cazale (1935-1978), die kort erna overleed aan longkanker. In september 1978 huwde ze de beeldhouwer Don Gummer van wie ze inmiddels gescheiden is. Het paar heeft vier kinderen.

## Onderscheidingen
Streep won drie Academy Awards: voor haar rol in Kramer vs. Kramer (1979), Sophie's Choice (1982) en The Iron Lady (2011). Ze werd in 2018 voor de eenentwintigste keer genomineerd voor een Oscar, waarmee ze de meest genomineerde actrice voor deze prijs in de filmgeschiedenis is.
Daarnaast won ze meer dan honderd andere prijzen, waaronder Golden Globes in 1980, 1982, 1983, 2003, 2004, 2007, 2010 en 2012, Emmy's in 1978 en 2004, National Board of Review Awards in 1979 en 1982, twee BAFTA Awards in 1982 en 2012, People's Choice Awards in 1984, 1985, 1986, 1987, 1989, 1990 en 2009, Premi David di Donatello in 1985 en 1986, de prijs voor beste actrice op het Filmfestival van Cannes 1989 en een American Comedy Award in 1991, de Zilveren Beer in 2003 en Rembrandt Awards in 2007 en 2009. Ze won in 2012 een Golden Globe voor beste actrice en een Oscar voor Beste Actrice met de film The Iron Lady. Ook werd ze bekroond met de AFI Life Achievement Award in 2004 en de Kennedy Center Honors in 2011 voor haar bijdrage aan de Amerikaanse cultuur.
In november 2014 ontving ze van President Obama de Medal of Freedom, de hoogste onderscheiding die aan burgers wordt gegeven door de Amerikaanse regering.
In 2024 werd Streep geëerd tijdens het filmfestival in Cannes. Ze kreeg daar de ere-Palm voor haar bijdrage aan de filmindustrie. Het was de tweede keer dat de actrice het festival bezocht, de eerste keer was in 1989.

## Filmografie
Streep speelde in onder meer de volgende films:
- Julia (1977) – Anne Marie
- Holocaust (miniserie, 1978) – Inga Helms Weiss
- The Deer Hunter (1978) – Linda
- Manhattan (1979) – Jill Davis
- The Seduction of Joe Tynan (1979) – Karen Traynor
- Kramer vs. Kramer (1979) – Joanna Kramer
- The French Lieutenant's Woman (1981) – Sarah/Anna
- Alice at the Palace (televisie, 1982) – Alice
- Still of the Night (1982) – Brooke Reynolds
- Sophie's Choice (1982) – Sophie Zawistowska
- Silkwood (1983) – Karen Silkwood
- Falling in Love (1984) – Molley Gilmore
- Plenty (1985) – Susan Traherne
- Out of Africa (1985) – Karen Blixen
- Heartburn (1986) – Rachel Samstat
- Ironweed (1987) – Helen Archer
- A Cry in the Dark (1988) – Lindy Chamberlain
- She-Devil (1989) – Mary Fisher
- Postcards from the Edge (1990) – Suzanne Fale
- Defending Your Life (1991) – Julia
- Death Becomes Her (1992) – Madeline Ashton
- The House of the Spirits (1993) – Clara del Valle Trueba
- The River Wild (1994) – Gail
- The Bridges of Madison County (1995) – Francesca Johnson
- Before and After (1996) – Dr. Carolyn Ryan
- Marvin's Room (1996) – Lee Lacker
- ...First Do No Harm (televisie, 1997) – Lori Reimuller
- Dancing at Lughnasa (1998) – Kate 'Kit' Mundy
- One True Thing (1998) – Kate Gulden
- Music of the Heart (1999) – Roberta Guaspari
- King of the Hill (televisie, 1999) – Aunt Esme Dauterive
- A.I.: Artificial Intelligence (2001) – Blue Mecha (stem)
- Adaptation. (2002) – Susan Orlean
- The Hours (2002) – Clarissa Vaughan
- Angels in America (televisie, 2003)
- Stuck on You (2003) – als zichzelf
- The Manchurian Candidate (2004) – Eleanor Shaw
- Lemony Snicket's A Series of Unfortunate Events (2004) – Aunt Josephine
- Prime (2005) – Lisa Metzger
- A Prairie Home Companion (2006) – Yolanda Johnson
- The Devil Wears Prada (2006) – Miranda Priestly
- The Ant Bully (2006) – Queen (stem)
- Dark Matter (2007) – Joanna Silver
- Evening (2007) – Lila Ross
- Rendition (2007) – Corrine Whitman
- Lions for Lambs (2007) – Janine Roth
- Mamma Mia! (2008) – Donna
- Doubt (2008) – Sister Aloysius Beauvier
- Julie & Julia (2009) – Julia Child
- It's Complicated (2009) – Jane Adler
- Fantastic Mr. Fox (2009) – Mrs. Fox (stem)
- Higglety Pigglety Pop! or There Must Be More to Life (2010) – Jennie (stem)
- The Iron Lady (2011) – Margaret Thatcher
- Hope Springs (2012) – Kay
- August: Osage County (2013) – Violet Weston
- The Giver (2014) – Chief Elder
- Into the Woods (2014) – heks
- Ricki and the Flash (2015) – Ricki Rendazzo
- Suffragette (2015) – Emmeline Pankhurst
- Florence Foster Jenkins (2016) – Florence Foster Jenkins
- The Post (2017) – Katharine Graham
- Mamma Mia! Here We Go Again (2018) – Donna
- Mary Poppins Returns (2018) – Topsy
- Big Little Lies (televisie, 2019) – Mary Louise Wright
- The Laundromat (2019) – Ellen Martin / Elena
- Little Women (2019) – Aunt March
- The Prom (2020) – Dee Dee Allen
- Don't Look Up (2021) – President Orlean
- Only Murders in the Building (2023-2025) – Loretta

## Academy Awards en nominaties
- 1978 - Genomineerd voor de Oscar voor beste vrouwelijke bijrol - The Deer Hunter
- 1979 - Gewonnen de Oscar voor beste vrouwelijke bijrol - Kramer vs. Kramer
- 1981 - Genomineerd voor de Oscar voor beste vrouwelijke hoofdrol - The French Lieutenant's Woman
- 1982 - Gewonnen de Oscar voor beste vrouwelijke hoofdrol - Sophie's Choice
- 1983 - Genomineerd voor de Oscar voor beste vrouwelijke hoofdrol - Silkwood
- 1985 - Genomineerd voor de Oscar voor beste vrouwelijke hoofdrol - Out of Africa
- 1987 - Genomineerd voor de Oscar voor beste vrouwelijke hoofdrol - Ironweed
- 1988 - Genomineerd voor de Oscar voor beste vrouwelijke hoofdrol - A Cry in the Dark
- 1990 - Genomineerd voor de Oscar voor beste vrouwelijke hoofdrol - Postcards from the Edge
- 1995 - Genomineerd voor de Oscar voor beste vrouwelijke hoofdrol - The Bridges of Madison County
- 1998 - Genomineerd voor de Oscar voor beste vrouwelijke hoofdrol - One True Thing
- 1999 - Genomineerd voor de Oscar voor beste vrouwelijke hoofdrol - Music of the Heart
- 2002 - Genomineerd voor de Oscar voor beste vrouwelijke bijrol - Adaptation.
- 2006 - Genomineerd voor de Oscar voor beste vrouwelijke hoofdrol - The Devil Wears Prada
- 2008 - Genomineerd voor de Oscar voor beste vrouwelijke hoofdrol - Doubt
- 2009 - Genomineerd voor de Oscar voor beste vrouwelijke hoofdrol - Julie & Julia
- 2011 - Gewonnen de Oscar voor beste vrouwelijke hoofdrol - The Iron Lady
- 2014 - Genomineerd voor de Oscar voor beste vrouwelijke hoofdrol - August: Osage County
- 2015 - Genomineerd voor de Oscar voor beste vrouwelijke hoofdrol - Into the Woods
- 2016 - Genomineerd voor de Oscar voor beste vrouwelijke hoofdrol - Florence Foster Jenkins
- 2017 - Genomineerd voor de Oscar voor beste vrouwelijke hoofdrol - The Post

## Ander werk
- Streep was medepresentatrice van de jaarlijkse Nobelprijs met Liam Neeson in Oslo, Noorwegen in 2001. De winnaar van de prijs was de Verenigde Naties secretaris-generaal Kofi Annan.
- Zij is een aanhangster van de Amerikaanse Democratische Partij.